# Hogeweg (Amersfoort)
De Hogeweg is een weg in de Nederlandse stad Amersfoort. De weg begint tegenwoordig aan het einde van de Stadsring en loopt in oostelijke richting tot de Amersfoortseweg, die vervolgens splitst in de Nijkerkerstraat naar Nijkerk en de Westerdorpstraat naar Hoevelaken. De Hogeweg is ongeveer 3 km lang.

## Geschiedenis
De Hogeweg was, samen met de parallel gelegen Lageweg, de ontsluitingsweg van Amersfoort in oostelijke richting. Daarmee was de Hogeweg de aanloop naar de Hessenweg naar Kassel in Hessen. Amersfoort was de overgang van het landverkeer over de Hessenweg naar het waterverkeer over de Eem en de Zuiderzee naar Amsterdam. Mogelijk was de hooggelegen Hogeweg de wat langere winterweg, terwijl de laaggelegen Lageweg de wat kortere zomerweg was.
Aan het begin van de 15e eeuw werd buiten de stad aan de Hogeweg ter hoogte van de huidige Magelhaenstraat het Melaten- of Lazarushuis geopend. Hier werden melaatsen ondergebracht, totdat het in 1641 werd gesloten vanwege het verdwijnen van lepra.
Tot eind jaren 50 van de 20e eeuw begon de Hogeweg bij de Kamperbuitenpoort, waar de weg splitste in de Lageweg en de Hogeweg. De Hogeweg liep ongeveer 200 meter in zuidelijke richting, om daarna af te buigen naar het oosten. Sinds 1960 sluit de Hogeweg aan op de in 1958 en 1959 aangelegde zuidelijke rondweg om het centrum de Stadsring. Het eerste deel is nog te herkennen als zijstraat van de Flierbeeksingel.
De Hogeweg is nog steeds een belangrijke ontsluitingsweg voor de stad, de weg sluit aan op de autosnelweg A28 bij op- en afrit 8 (Amersfoort). Voorbij de A28 gaat de Hogeweg over in de in 2015 aangelegde Energieweg, een ontsluitingsweg voor bedrijventerrein De Wieken Vinkenhoef. Het deel van de Hogeweg voorbij de A28 is nu bestemd voor bestemmingsverkeer.
Ter hoogte van de wijken Liendert en Schuilenburg wordt sinds 2013 gebouwd aan de nieuwe wijk Hogekwartier. In deze wijk komen ongeveer 800 woningen aan weerszijden van de Hogeweg en een zwem- en sportcomplex aan de noordzijde.

## Fotogalerij

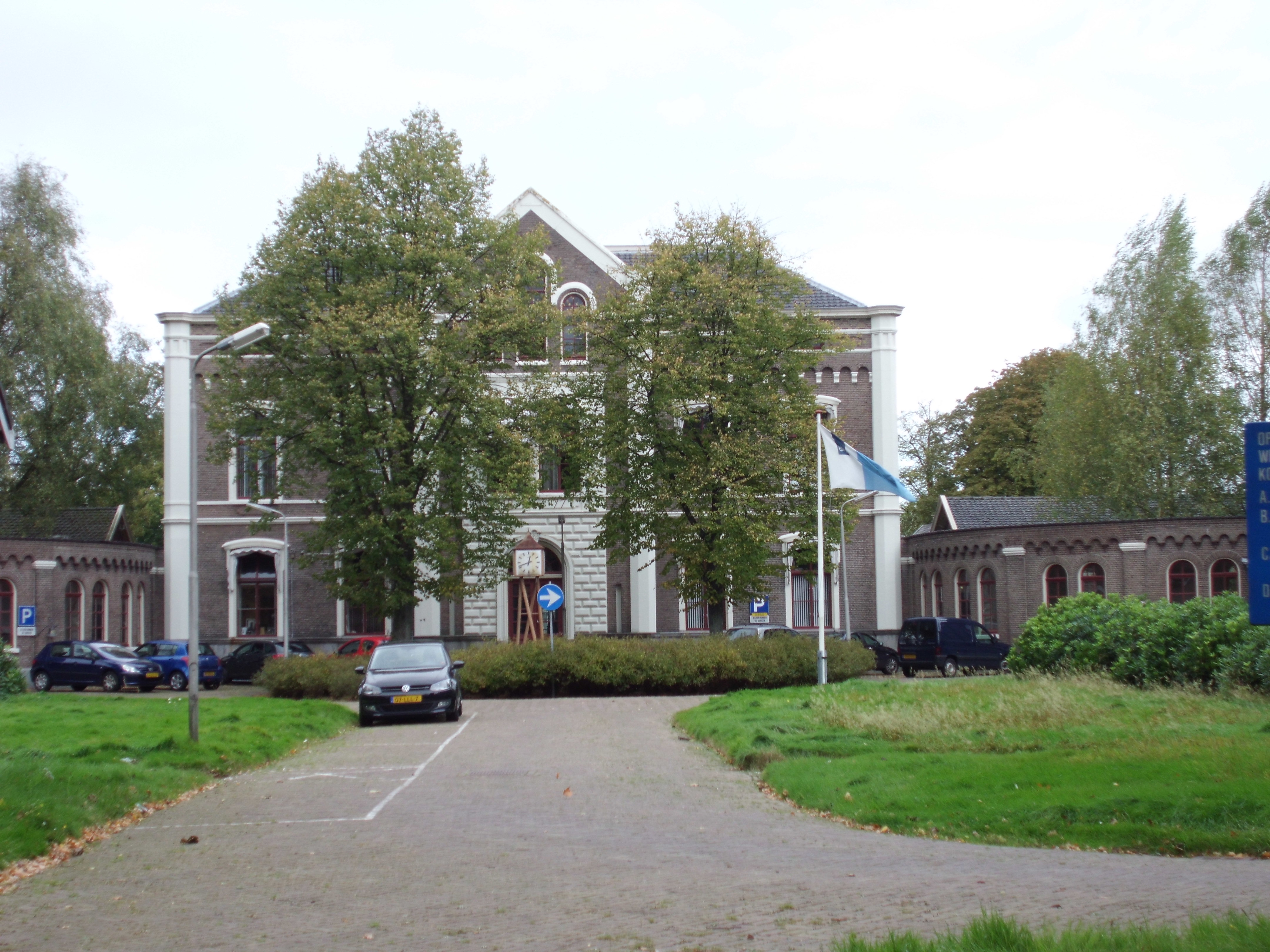
Militair hospitaal (gebouwd in 1877), Hogeweg 70 (rijksmonument)
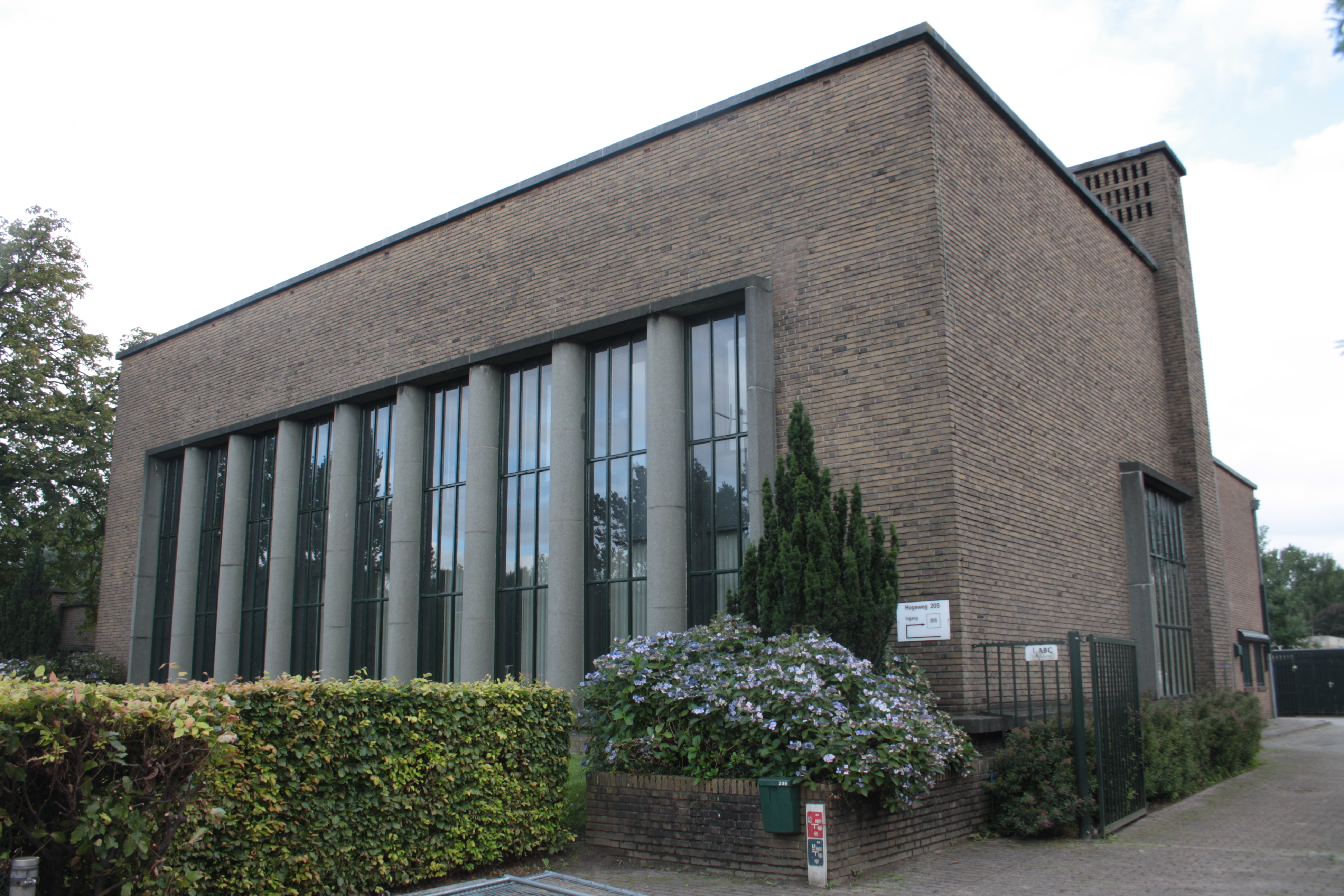
Pompstation, Hogeweg 205 (rijksmonument)
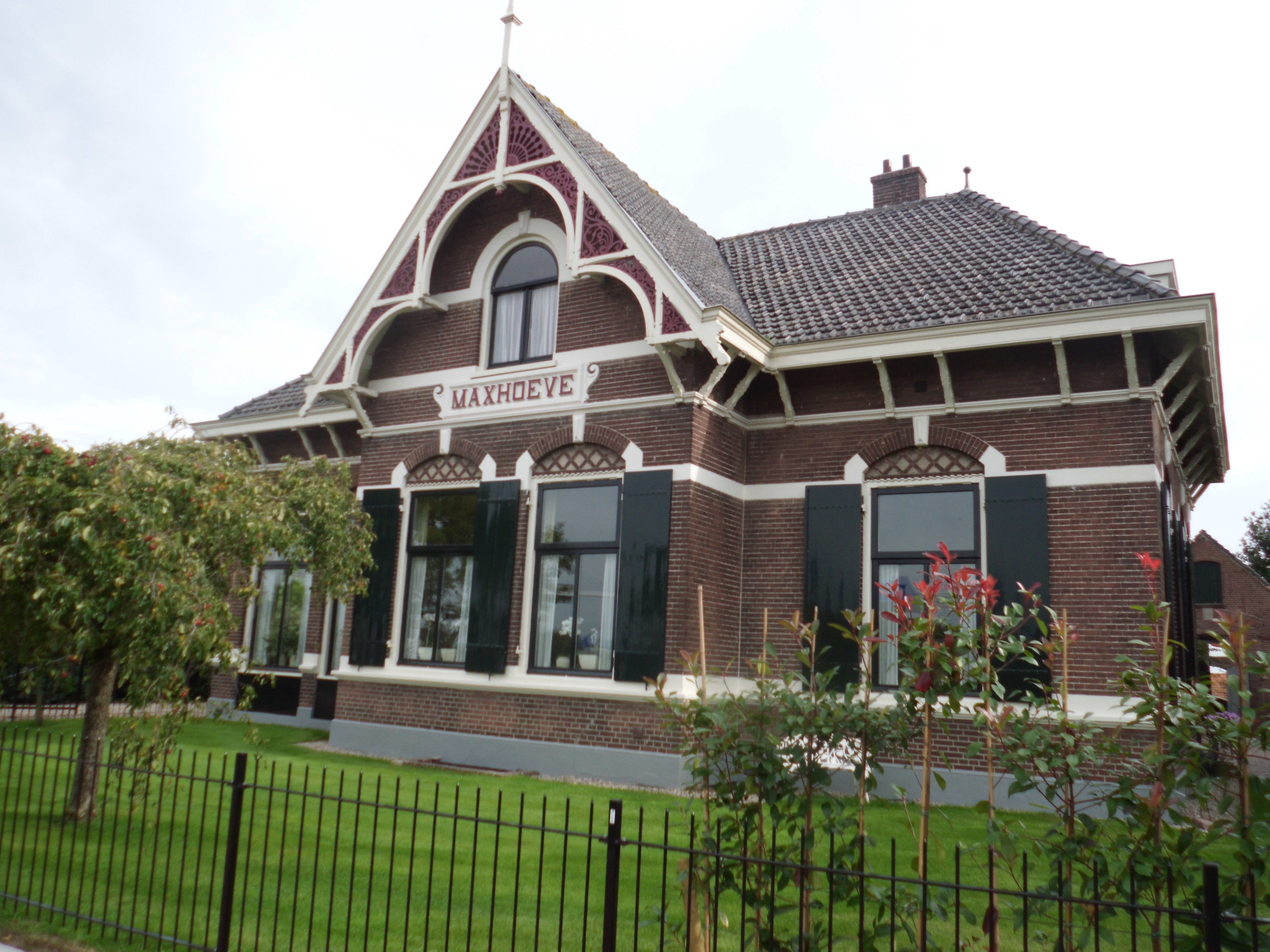
Maxhoeve, Hogeweg 219 (rijksmonument)